# Sugarloaf, Colorado
Sugarloaf är en ort i Boulder County i delstaten Colorado, USA.